# Горголи, Иван Саввич
Иван Саввич Горголи (1773—1862) — генерал-лейтенант русской императорской армии, действительный тайный советник, обер-полицеймейстер Санкт-Петербурга (1811—1821); сенатор.

## Биография
Грек по происхождению. В источниках встречаются различные годы рождения: 1767, 1770, 1773 и 1776. В 1790 году окончил греческую гимназию; в 1793 году, с чином поручика — Императорский сухопутный шляхетный кадетский корпус.
Ввиду того, что в тот период шла очередная война с турками, был направлен в действующую армию в Московский гренадерский полк. Хорошо себя проявил во время осады Вильно, вследствие чего был назначен капитаном. По воспоминаниям современника, в то время Горголи был известен всей столице как заправский франт:
В молодости своей, служа в гвардии, он был образцом рыцаря и франта. Никто не бился так на шпагах, никто так не играл в мячи, никто не одевался с таким вкусом, как он. Ему теперь за семьдесят лет, а в этих упражнениях он одолеет хоть кого.
В 1796 году Ивана Горголи перевели в Павловский гренадерский полк, а в 1799 году отправили в составе десантного корпуса в Голландию. По возвращении из Нидерландов в 1800 году ему был пожалован чин майора с назначением на должность помощника Санкт-Петербургского коменданта.
Плац-майору Горголи, как одному из младших участников заговора против Павла I, было поручено осуществить задержание графа Кутайсова. После свержения Павла он получил чин подполковника лейб-гвардии Семёновского полка. В 1803 году был повышен до полковника, при этом оставаясь помощником Санкт-Петербургского коменданта. В октябре 1806 года был переведён в Гродненский гусарский полк.

Во время кампаний 1805 и 1806—1807 гг. Горголи был удостоен ордена Святого Владимира III степени и прусского Pour le Mérite, а 20 мая 1808 года получил ордена Святого Георгия IV степени
в воздаяние отличнаго мужества и храбрости, оказанных в сражениях против французских войск 29 мая под Гейльсбергом, где, ударив с 3 эскадронами на неприятельскую колонну конницы, частью уже переправившуюся через реку, врезался в оную, опрокинул её и освободил отрезанный было уже баталион 2-го егерского полка и потом по занятии нашими егерями речки, троекратно неприятельские покушения уничтожал, действуя с храбростию и усердием, 2 июня под Фридландом, командуя баталионом, также с особенным мужеством вел атаку на неприятеля и, подавая собою пример подчиненным, опрокинул онаго.
Помимо орденов, ему была вручена золотая шпага с выгравированной на ней надписью «За храбрость». В 1809 году, уже по окончании войны, Иван Горголи стал флигель-адъютантом Александра I. В том же году, получив разрешение императора, он отправился добровольцем во французскую армию и в её составе после Ваграмского сражения получил орден Почётного легиона.
Зимой 1809 года граф Аракчеев поручил Горголи организацию визита в Россию прусского короля с супругой. Проводив августейшую чету до Петербурга и обратно в Берлин, Горголи заслужил полное расположение Фридриха-Вильгельма III. Поскольку Горголи уже имел прусский орден Pour le Mérite, полученный за боевые подвиги ещё в 1808 году, король вручил ему 9 февраля 1809 года небывалую награду — орденский крест, украшенный бриллиантами. За все 42 года своего правления Фридрих-Вильгельм III больше никому такую награду не жаловал!
В 1811 году, по возвращении в Россию, он был назначен на должность столичного обер-полицмейстера, а 30 августа 1812 года ему был присвоен чин генерал-майора. Горголи упоминается в юношеском стихотворении Пушкина в строчке: «Закон постановлю на место вам Горголи». Критикуя царские порядки, Пушкин противопоставляет полицмейстера Горголи закону. «Одним из красивейших мужчин столицы и отважнейших генералов русской армии» называет его Дюма в романе «Учитель фехтования».
С 30 апреля 1816 года — генерал-майор Корпуса инженеров путей сообщения — член Совета и генерал-инспектор в Санкт-Петербурге.
В 1825 году Иван Саввич вышел в отставку в чине генерал-лейтенанта. Получил, с переименованием в тайные советники, назначение в Правительствующий сенат 6 декабря 1826 года. В 1827—1829 гг. расследовал злоупотребления армейских интендантских чиновников, главным образом в Вологодской губернии и порту Кронштадта. В 1828 году ревизовал присутственные места в Пензенской губернии.
В связи с распространением холеры в 1831 г. сенатор Горголи учредил холерные бараки в охваченной болезнью столице. Сумел организовать финансовую поддержку ряда влиятельных жителей больным горожанам. Пёкся о строительстве церкви Воскресения Христова и Михаила Архангела в Малой Коломне.
С 16 апреля 1841 года — действительный тайный советник. Прекратил служебную деятельность в 1858 году.

## Награды
Российской империи:
- Орден Святой Анны 4-й степени (31 марта 1806)[8][9],
- Орден Святого Владимира 3-й степени (31 декабря 1807)[9]
- Золотое оружие «За храбрость» (6 мая 1808)[8][9],
- Орден Святого Георгия 4-й степени (20 мая 1808)[8][9],
- Орден Святой Анны 1-й степени (1814), императорская корона к ордену (1831)[8]
- Орден Святого Владимира 2-й степени (1830)[8]
- Орден Белого орла (1838)[8]
- Орден Святого Александра Невского (1848)[8]
- Знак отличия за L лет беспорочной службы (1848)[8]
- Медаль «В память Отечественной войны 1812 года» бронзовая на Владимирской ленте

Иностранных государств:
- Орден «Pour le Mérite» (1808), алмазные знаки к ордену (1809, королевство Пруссия)[8]
- Орден Почётного легиона офицерский крест (19 августа 1809[5], 1-я Французская империя), замена на крест нового образца с изображением Генриха IV (24 июня 1818, королевство Франция)[8]

## Семья
Горголи был женат на Екатерине Осиповне Дерибас (1778—1852), дочери адмирала Осипа Михайловича Дерибаса и Анастасии Ивановны Соколовой. Единственная дочь:
- София Ивановна (1807—1835) — с 1824 г. замужем за князем А. П. Витгенштейном (1803—1858), сыном генерал-фельдмаршала П. Х. Витгенштейна.

Иван Саввич Горголи, его супруга и дочь похоронены в каплице при родовом имении Витгенштейнов «Дружноселье», неподалёку от Гатчины.
- Портрет полковника Гродненского гусарского полка И. С. Горголи,
1807 г., литография Поля Пети.
- Портрет генерала И. С. Горголи работы А. Ладюрнера, 1838 г.
- Портрет генерала И. С. Горголи, литография К. К. Жуковского по эскизу А. Ладюрнера, 1838 г.
- Портрет сенатора И. С. Горголи, около 1850 г., литография Поля Пети.